# 卡尔纳尔
卡尔纳尔（Karnal），是印度哈里亚纳邦卡尔纳尔县的一个城镇。总人口470038（2018年）。這裡被譽為是印度二十大最乾淨城市之一，且因為這裡做為國立畜牧業研究所而聚集不少高知識分子。近年來也成為一座以養老為傾向的城市。

## 歷史
這座城市與卡納（Karna）緊密聯繫，此城事也以此為名。最近建立了一個大型雕像，象徵著偉大的捐助者和戰士瑪哈巴拉塔英雄（Karah）。城市中的一個坦克也以卡納塔爾（Karna Tal）的名字命名，而一個城鎮大門被稱為卡納大門。此地發跡甚早，原本該地聚集不少佛教徒，但自從7世紀普拉蒂哈拉（Pratihara）開始統治卡爾納爾，這裡成為以印度教為主流的城市。
大約在10世紀初，隨著普拉蒂哈拉權力開始衰落，托馬拉人（Tomaras）取得了獨立。托馬拉人與鄰近的小國發生衝突，但一直統治著哈里亞納邦，直到12世紀中葉被察哈瑪六世給推翻，並經歷了一個半世紀的相對和平。
公元1739年，波斯薩法維帝國的內德·沙（Nader Shah）入侵莫臥兒帝國，而卡爾納爾就是著名的卡納爾戰役的主戰場，最後波絲納德·沙擊敗了莫臥兒皇帝穆罕默德·沙（Muhammad Shah）。穆罕默德·沙以及一支龐大的軍隊雖然奪回了佔領了卡爾納爾的一個要塞營地，但由於蒙兀兒帝國切斷了補給，使其最終屈服於入侵者。戰術上的失敗徹底削弱了莫臥兒帝國，而因為佔領印度西部使波斯帝國進入一段盛世，並隨後加快了大英帝國侵略印度的腳步。
在印度獨立運動期間，由拉拉·拉傑帕特·萊（Lala Lajpat Rai）擔任主席的地區政治會議在卡爾納爾（Karnal）舉行。穆爾·錢德·賈因（Mool Chand Jain）是印度獨立運動的傑出領導人之一，帶領哈里亞納邦的人民擊敗大英帝國，而被稱為“哈里亞納邦的甘地”。

## 人口
该地2001年总人口210476人，其中男性112263人，女性98213人；0—6岁人口25050人，其中男14119人，女10931人；识字率72.30%，其中男性为75.85%，女性为68.24%。